# Hokej na ledu na Zimskih olimpijskih igrah 1924
Hokej na ledu je bil na Zimskih olimpijskih igrah 1924 drugič olimpijski šport, prvič je potekal na Poletnih olimpijskih igrah 1920. Hokejski olimpijski turnir je potekal med 28. januarjem in 3. februarjem 1924. Zlato medaljo je ubranila kanadska reprezentanca, srebrno je ponovno osvojila ameriška reprezentanca, bronasto medaljo pa tokrat britanska reprezentanca, v konkurenci osmih reprezentanc. Olimpijski turnir je štel tudi za Svetovno hokejsko prvenstvo.

## Dobitniki medalj
| Zlato | Srebro | Bron |
| KanadaJack Cameron Ernie Collett Albert McCaffrey Harold McMunn Dunc Munro Beattie Ramsay Cyril Slater Hooley Smith Harry Watson | ZDAClarence Abel Herbert Drury Alphonse Lacroix John Langley John Lyons Justin McCarthy Willard Rice Irving Small Frank Synott | Združeno kraljestvoWilliam Anderson Lorne Carr-Harris Colin Carruthers Eric Carruthers Guy Clarkson Ross Cuthbert George Holmes Hamilton Jukes Edward Pitblado Blane Sexton |

## Končni vrstni red
1. Kanada
2. ZDA
3. Združeno kraljestvo
4. Švedska
5. Češkoslovaška
6. Francija
7. Belgija
8. Švica